# Courcelles-Chaussy
Pour les articles homonymes, voir Courcelles et Chaussy.
Courcelles-Chaussy est une commune française située dans le département de la Moselle en région Grand Est. Pont-à-Chaussy est réunie à Courcelles-Chaussy en 1812 et Landonvillers en 1973.

## Géographie

### Localisation
Courcelles-Chaussy se situe sur la route nationale 3 de Paris à Mayence, à 18 km à l’est de Metz en direction de Sarrebruck.
La commune se situe à la frontière linguistique matérialisée par les deux Nied : à l'ouest la Nied française (à Pont-à-Chaussy), à 6 km à l'est la Nied allemande (Raville, Bionville).

### Géologie et relief
- Hydrogéologie et climatologie : Système d’information pour la gestion des eaux souterraines du bassin Rhin-Meuse :

Territoire communal : Occupation du sol (Corinne Land Cover) ; Cours d'eau (BD Carthage),
Géologie : Carte géologique ; Coupes géologiques et techniques,
 Hydrogéologie : Masses d'eau souterraine ; BD Lisa ; Cartes piézométriques.

### Sismicité
Commune située dans une zone de sismicité 1 très faible.

### Climat
Pour des articles plus généraux, voir Climat du Grand Est et Climat de la Moselle.
En 2010, le climat de la commune est de type climat des marges montargnardes, selon une étude du Centre national de la recherche scientifique s'appuyant sur une série de données couvrant la période 1971-2000. En 2020, Météo-France publie une typologie des climats de la France métropolitaine dans laquelle la commune est exposée à un climat semi-continental et est dans la région climatique Lorraine, plateau de Langres, Morvan, caractérisée par un hiver rude (1,5 °C), des vents modérés et des brouillards fréquents en automne et hiver.
Pour la période 1971-2000, la température annuelle moyenne est de 9,8 °C, avec une amplitude thermique annuelle de 17 °C. Le cumul annuel moyen de précipitations est de 787 mm, avec 11,8 jours de précipitations en janvier et 9,4 jours en juillet. Pour la période 1991-2020, la température moyenne annuelle observée sur la station météorologique de Météo-France la plus proche, « Lesse_sapc », sur la commune de Lesse à 18 km à vol d'oiseau, est de 10,7 °C et le cumul annuel moyen de précipitations est de 694,0 mm. 
La température maximale relevée sur cette station est de 40 °C, atteinte le 25 juillet 2019 ; la température minimale est de −20,7 °C, atteinte le 20 décembre 2009,,.
Les paramètres climatiques de la commune ont été estimés pour le milieu du siècle (2041-2070) selon différents scénarios d'émission de gaz à effet de serre à partir des nouvelles projections climatiques de référence DRIAS-2020. Ils sont consultables sur un site dédié publié par Météo-France en novembre 2022.

### Environnement
Courcelles-Chaussy est une « ville fleurie » avec une deuxième fleur attribuée en 2008 par le Conseil national des villes et villages fleuris de France au concours des villes et villages fleuris. Landonvillers possède une abondante forêt.

### Hydrographie et les eaux souterraines
Le territoire de la commune est traversé par deux cours d'eau : la Nied française et le Ravenez.
La commune est située dans le bassin versant du Rhin au sein du bassin Rhin-Meuse. Elle est drainée par la Nied, le ruisseau de la Goulotte, le ruisseau de la Rigole, le ruisseau de Ravenez et le ruisseau le Serrouelle.
La Nied, d'une longueur totale de 96,7 km, prend sa source dans la commune de Marthille, traverse 47 communes françaises, puis poursuit son cours en Allemagne où elle se jette dans la Sarre.

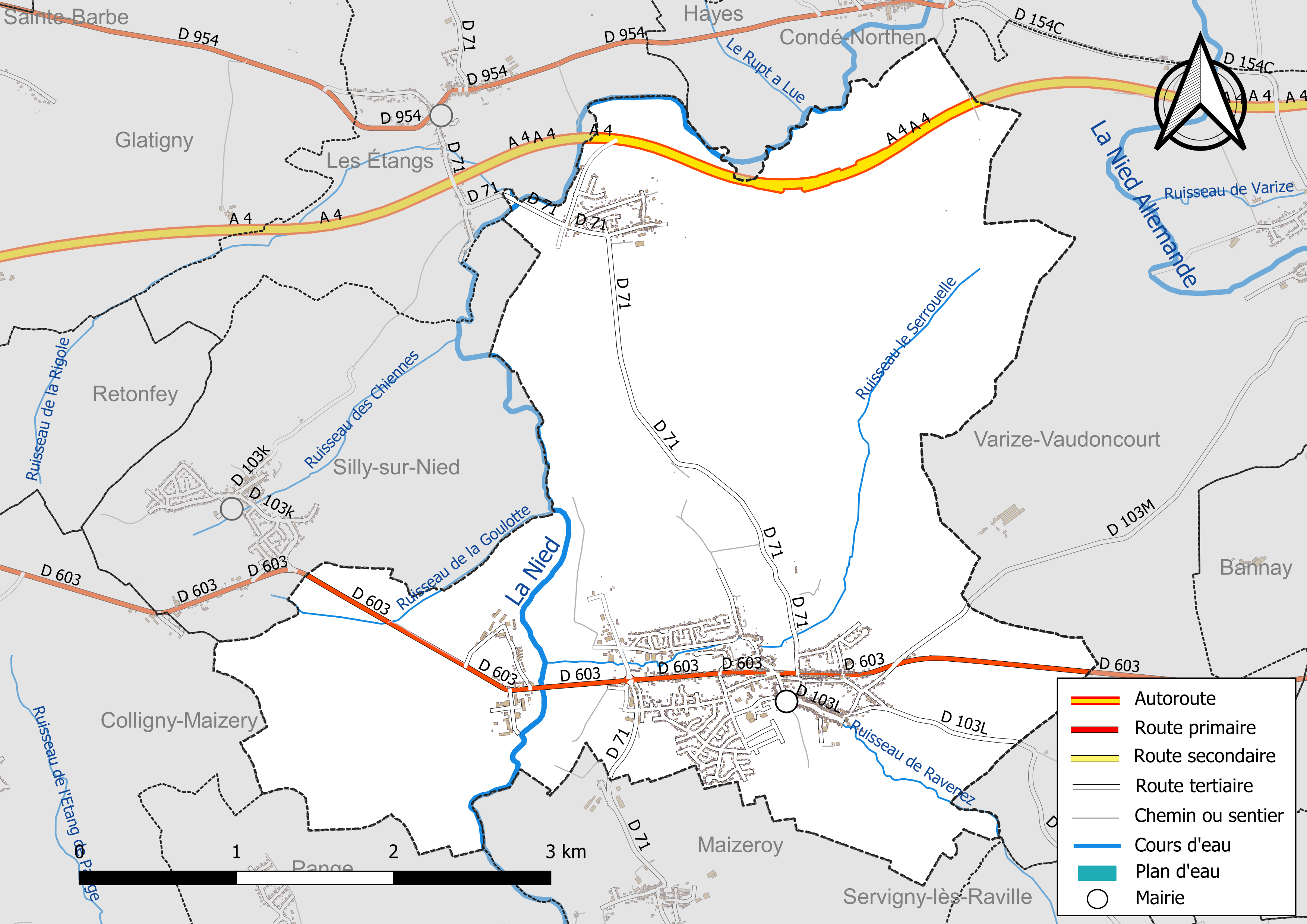
Réseaux hydrographique et routier de Courcelles-Chaussy.

La qualité des eaux des principaux cours d’eau de la commune, notamment de la Nied, peut être consultée sur un site dédié géré par les agences de l’eau et l’Agence française pour la biodiversité.

## Urbanisme

### Typologie
Au 1er janvier 2024, Courcelles-Chaussy est catégorisée bourg rural, selon la nouvelle grille communale de densité à sept niveaux définie par l'Insee en 2022.
Elle appartient à l'unité urbaine de Courcelles-Chaussy, une unité urbaine monocommunale constituant une ville isolée,. Par ailleurs la commune fait partie de l'aire d'attraction de Metz, dont elle est une commune de la couronne,. Cette aire, qui regroupe 245 communes, est catégorisée dans les aires de 200 000 à moins de 700 000 habitants,.

### Occupation des sols
L'occupation des sols de la commune, telle qu'elle ressort de la base de données européenne d’occupation biophysique des sols Corine Land Cover (CLC), est marquée par l'importance des territoires agricoles (54,2 % en 2018), en diminution par rapport à 1990 (55,4 %). La répartition détaillée en 2018 est la suivante : 
forêts (36,5 %), terres arables (30,3 %), prairies (21,5 %), zones urbanisées (7,4 %), zones agricoles hétérogènes (2,4 %), zones industrielles ou commerciales et réseaux de communication (1,9 %). L'évolution de l’occupation des sols de la commune et de ses infrastructures peut être observée sur les différentes représentations cartographiques du territoire : la carte de Cassini (XVIIIe siècle), la carte d'état-major (1820-1866) et les cartes ou photos aériennes de l'IGN pour la période actuelle (1950 à aujourd'hui).

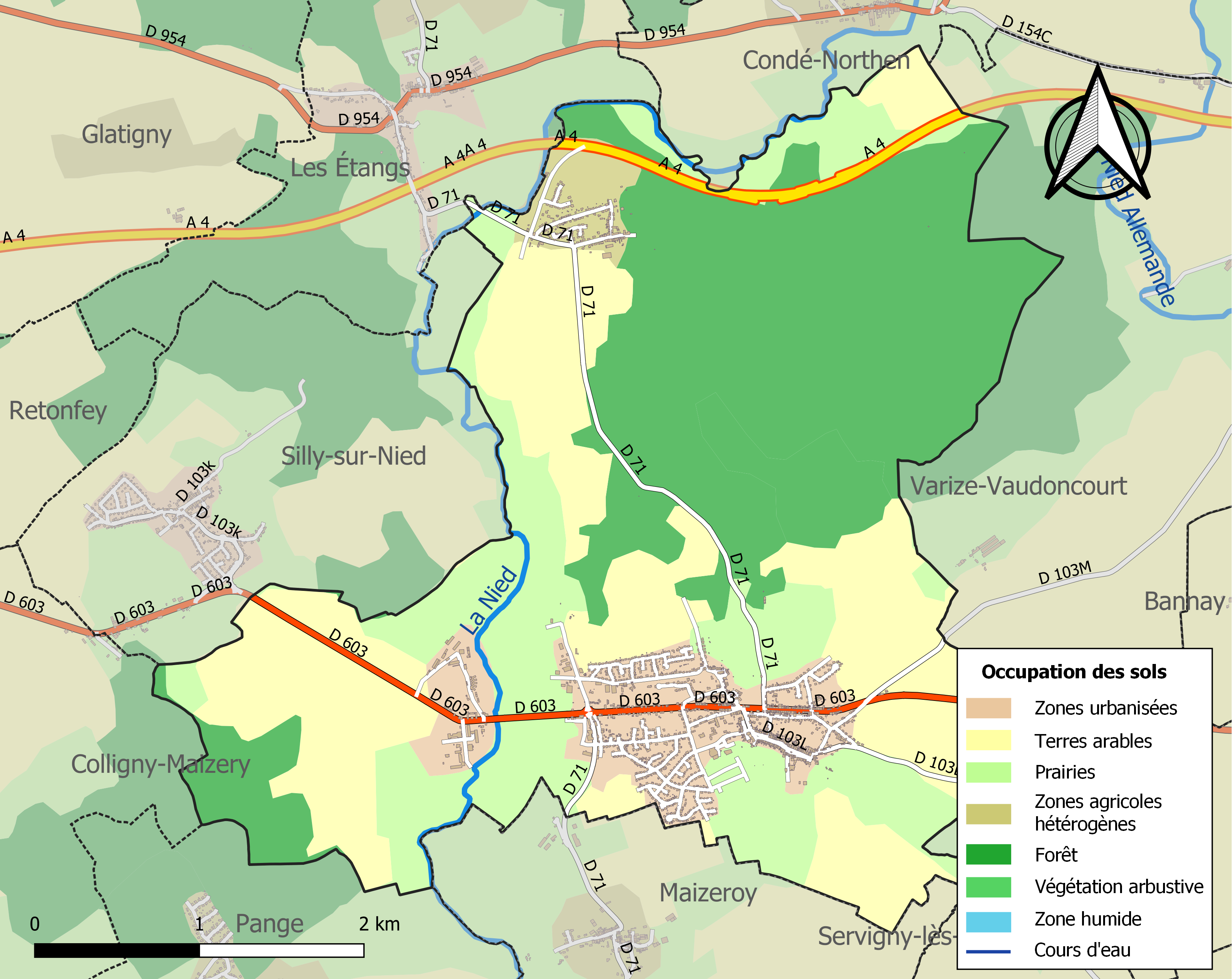
Carte des infrastructures et de l'occupation des sols de la commune en 2018 (CLC).

Commune couverte par le plan local d'urbanisme dont la dernière procédure a été approuvée le 8 septembre 2020.

### Voies de communications et transports

#### Voies routières
- D603 vers Pont è Chaussy, Landredon[18].
- D71 vers Chevillon, Landonvillers.
- D103l vers Servigny-lès-Raville.

#### Transports en commun
- Fluo Grand Est.

##### SNCF

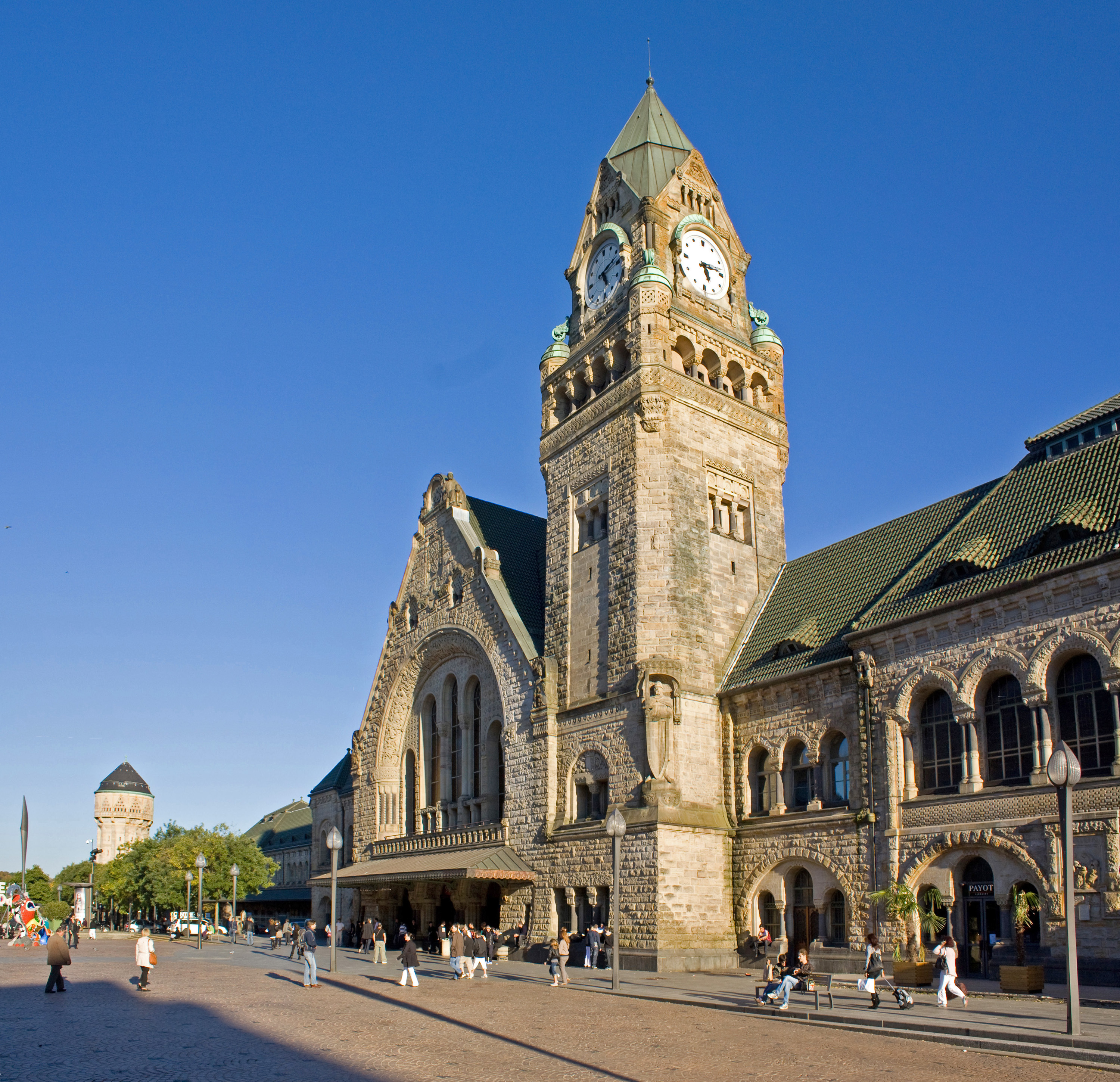
Gare de Metz-Ville.

- Gare de Rémilly,
- Gare de Metz-Ville,
- Gare de Metz-Nord,
- Gare d'Anzeling,
- Gare de Luzy.

### Intercommunalité
Commune membre de la Communauté de communes Haut Chemin-Pays de Pange.

## Toponymie
Anciennes mentions du nom :
- 1206 : Chaucey
- 1284 : La Cour de Chaussy
- 1348 : Chaussey
- 1448 : Kürtzel[20]
- 1462 : Kortzel[20]
- 1535 : Courcelle au ban de Chaussy
- 1542 : Courtzell[20]
- 1548 : Courselle
- 1625 : Courtzell
- 1638 : Coursel Chaussy
- 1756 : Courselles
- 1801 : Courcelles-Chaussy

En lorrain roman :
- lai Grant Kch'el[19].

En allemand :
- Kurtzel[19].
- pendant la première annexion (1915-1918) : Kurzel
- pendant la seconde annexion (1940-1944) : Kurzel an der Strasse

Cohhèle ou lai Grant Kch'ell en patois. Cohhèle signifie aussi « petite cour ». lai Grant Kch'ell : la « Grande Courcelles » pour la distinguer de la petite, Courcelles-sur-Nied.

### Sobriquets
Surnoms à propos des Courcellois : Les Huguenots, terme rappelant l’introduction de la Réforme en 1562 dans ce village par le baron de Clervant. 
Les «khhèles» de Cohhèles (les petites cours de Courcelles).

## Histoire

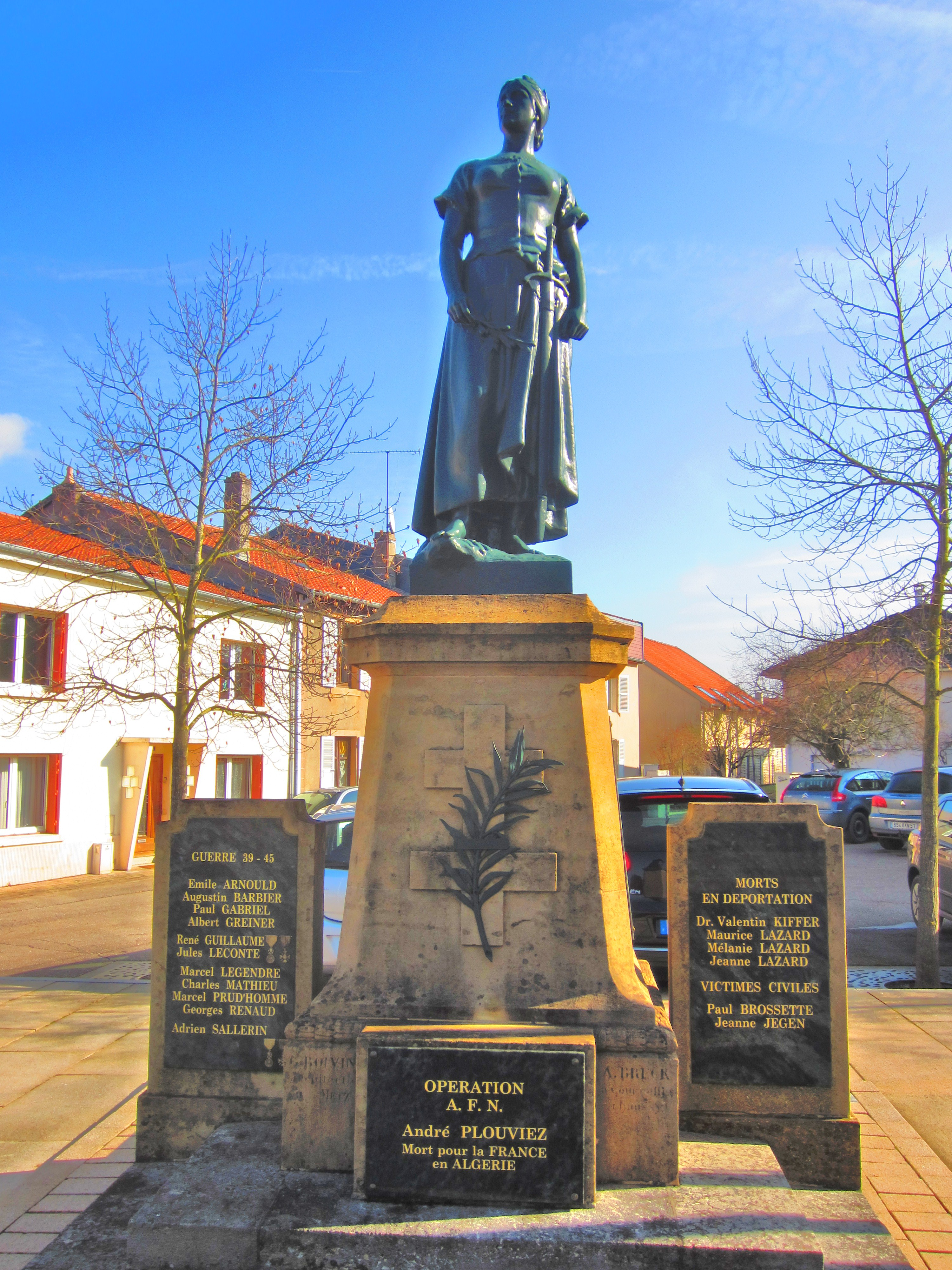
Le monument aux morts.

L’origine de l’agglomération courcelloise n’est pas connue mais il n’est pas exclu qu’elle se soit développée après la conquête romaine autour des villas dont quelques vestiges ont été mis au jour à partir de 1900 tant sur les bans communaux que limitrophes. Au Moyen Âge, deux hameaux Courcelles et Chaussy séparés par le seul Haut Chemin, l’actuelle route nationale 3, se sont lentement confondus pour ne former qu’une bourgade traversée par le Ravenez qui donne alors sa première configuration au village. C’est autour de ce cours d’eau que s’organise la vie dans les rues Maréchal-Leclerc et de l’Église, constituant ainsi le cœur historique de la cité.
Faisait partie au XVIe siècle de la seigneurie de Mengen, seigneurie dépendant du comté de Créhange.
Par la suite, le Haut Chemin, passage obligé entre Metz et l’Allemagne, devient naturellement le second secteur de fixation de la population.
Pont-à-Chaussy est réunie à Courcelles-Chaussy par décret du 7 août 1812.
En 1844, Courcelles-Chaussy a pour annexes le village de Pont-à-Chaussy et les fermes d’Urville et les Ménils. Le village possède une brigade de gendarmerie, étape et logement militaire ; perception des contributions directes, recette de l'enregistrement et des domaines, résidence d'un garde général des eaux et forêts, distribution du courrier, poste aux chevaux ; un notaire, un huissier ; succursale. Une école est fréquentée par 87 garçons, et l’autre par 76 filles ; les revenus des instituteurs sont de 850 fr. La population du village est de 1 321 individus pour 132 maisons. Le territoire productif est de 866 ha dont 12 en vignes et 282 en bois. La commune possède une fabrique considérable de machines à battre le blé, à manège, et de charrues de l'invention de M. Léonard, qui en est le propriétaire.
En 1866, une épidémie de choléra se développe dans le village et Jean-Jacques Leser, alors pasteur, se dévoue sans compter auprès des malades, protestants comme catholiques. Il n'hésite pas, lorsque les malades sentent leurs membres se refroidir, à se faire attacher à eux pour les réchauffer. Plusieurs d'entre eux sont ainsi sauvés.
Comme les autres communes de l'actuel département de la Moselle, Courcelles-Chaussy est annexée à l’Empire allemand de 1871 à 1918. À la fin du XIXe siècle, l’empereur allemand Guillaume II y jouissait d’une résidence secondaire, le château d’Urville (actuel lycée agricole), où il venait fréquemment. Trouvant le petit temple trop modeste, il fit rebâtir en un point plus central le temple réformé de la commune. La commune redevient française en 1918.
Courcelles-Chaussy est de nouveau annexée de 1940 à 1944 au Troisième Reich allemand. Malgré la combativité des troupes allemandes de la 462e Volks-Grenadier-Division de l'armée de Knobelsdorff, Courcelle-Chaussy est libérée par la 5e DI de l'armée Patton le 18 novembre 1944, à la fin de la bataille de Metz.
Depuis les années 1960, l’extension urbaine se fait de part et d’autre de cet axe majeur ; aussi les flancs nord et sud de la commune sont-ils devenus des secteurs à vocation résidentielle.
Courcelles-Chaussy absorbe Landonvillers en 1972.

## Politique et administration

### Budget et fiscalité 2021

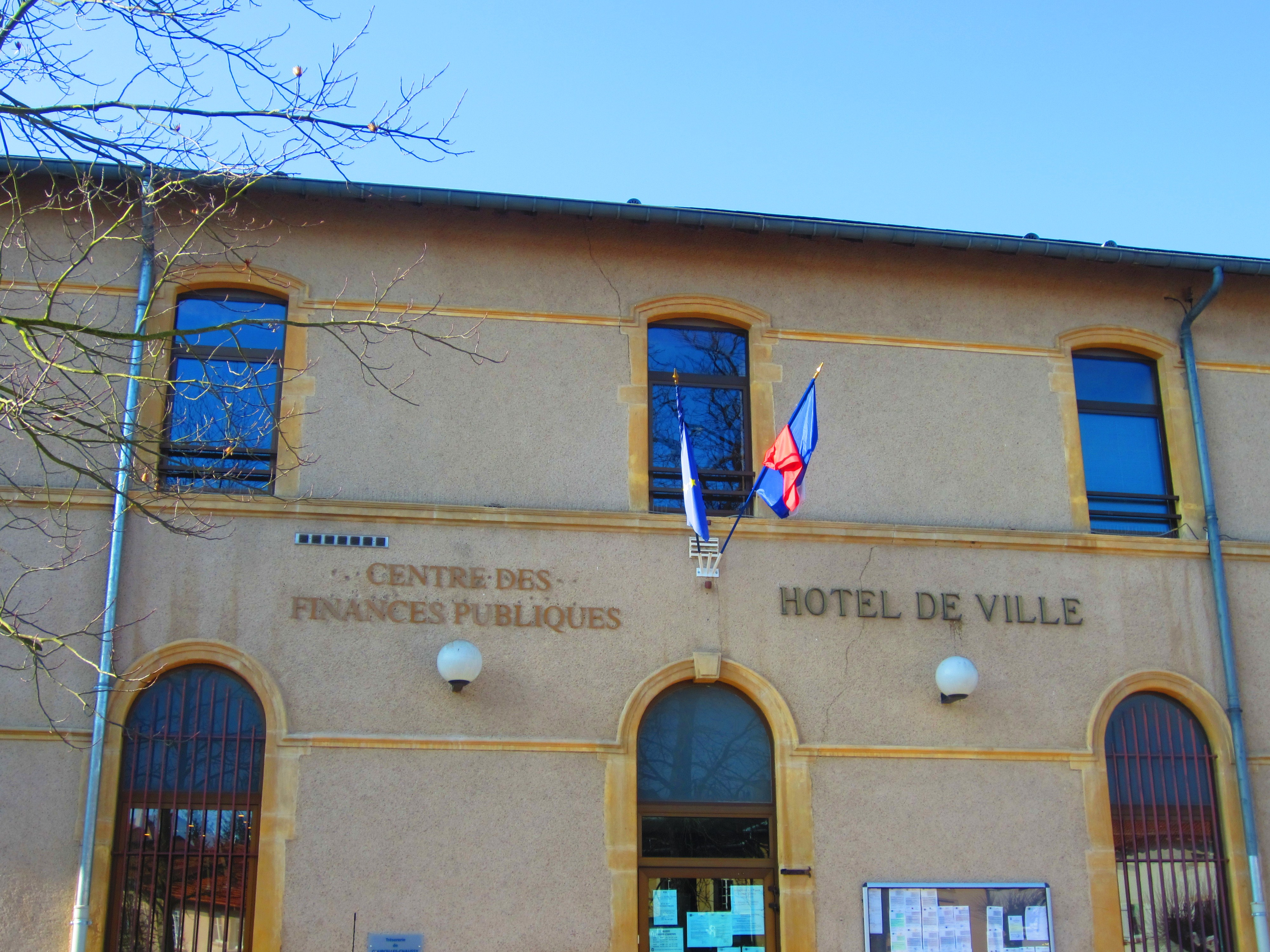
La mairie.

En 2021, le budget de la commune était constitué ainsi :
- total des produits de fonctionnement : 2 514 000 €, soit 745 € par habitant ;
- total des charges de fonctionnement : 2 042 000 €, soit 605 € par habitant ;
- total des ressources d'investissement : 648 000 €, soit 192 € par habitant ;
- total des emplois d'investissement : 637 000 €, soit 189 € par habitant ;
- endettement : 2 024 000 €, soit 600 € par habitant.

Avec les taux de fiscalité suivants :
- taxe d'habitation : 12,57 % ;
- taxe foncière sur les propriétés bâties : 17,94 % ;
- taxe foncière sur les propriétés non bâties : 72,30 % ;
- taxe additionnelle à la taxe foncière sur les propriétés non bâties : 0,00 % ;
- cotisation foncière des entreprises : 0,00 %.

Chiffres clés Revenus et pauvreté des ménages en 2020 : médiane en 2020 du revenu disponible, par unité de consommation : 24 690 €.

## Économie

### Entreprises et commerces

#### Agriculture
- Culture et élevage associés.
- Élevage de bovin et de volailles.
- Élevage de caprins.

#### Tourisme
- Hébergement et restauration.

#### Commerces
- Commerces et services de proximité[31].

## Population et société

### Démographie

#### Évolution démographique
L'évolution du nombre d'habitants est connue à travers les recensements de la population effectués dans la commune depuis 1793. Pour les communes de moins de 10 000 habitants, une enquête de recensement portant sur toute la population est réalisée tous les cinq ans, les populations de référence des années intermédiaires étant quant à elles estimées par interpolation ou extrapolation. Pour la commune, le premier recensement exhaustif entrant dans le cadre du nouveau dispositif a été réalisé en 2005.

En 2022, la commune comptait 3 005 habitants, en évolution de −2,81 % par rapport à 2016 (Moselle : +0,52 %, France hors Mayotte : +2,11 %).
| 1793 | 1800  | 1806  | 1821  | 1836  | 1841  | 1861  | 1866  | 1871  |
| ---- | ----- | ----- | ----- | ----- | ----- | ----- | ----- | ----- |
| 971  | 1 034 | 1 032 | 1 298 | 1 429 | 1 321 | 1 519 | 1 375 | 1 238 |

| 1875  | 1880  | 1885  | 1890  | 1895  | 1900  | 1905  | 1910  | 1921 |
| ----- | ----- | ----- | ----- | ----- | ----- | ----- | ----- | ---- |
| 1 193 | 1 187 | 1 122 | 1 124 | 1 132 | 1 168 | 1 230 | 1 160 | 935  |

| 1926  | 1931  | 1936  | 1946  | 1954  | 1962  | 1968  | 1975  | 1982  |
| ----- | ----- | ----- | ----- | ----- | ----- | ----- | ----- | ----- |
| 1 019 | 1 010 | 1 067 | 1 057 | 1 160 | 1 238 | 1 240 | 1 708 | 2 263 |

| 1990  | 1999  | 2005  | 2006  | 2010  | 2015  | 2020  | 2022  | - |
| ----- | ----- | ----- | ----- | ----- | ----- | ----- | ----- | - |
| 2 365 | 2 392 | 2 799 | 2 857 | 3 041 | 3 104 | 2 961 | 3 005 | - |

#### Pyramide des âges
La population de la commune est relativement jeune.
En 2018, le taux de personnes d'un âge inférieur à 30 ans s'élève à 35,2 %, soit au-dessus de la moyenne départementale (33,6 %). À l'inverse, le taux de personnes d'âge supérieur à 60 ans est de 25,8 % la même année, alors qu'il est de 26,2 % au niveau départemental.
En 2018, la commune comptait 1 520 hommes pour 1 531 femmes, soit un taux de 50,18 % de femmes, légèrement inférieur au taux départemental (51,08 %).
Les pyramides des âges de la commune et du département s'établissent comme suit.
| Hommes | Classe d’âge | Femmes |
| ------ | ------------ | ------ |
| 0,5    | 90 ou +      | 1,5    |
| 7,4    | 75-89 ans    | 8,2    |
| 15,8   | 60-74 ans    | 18,2   |
| 21,1   | 45-59 ans    | 20,8   |
| 17,2   | 30-44 ans    | 18,8   |
| 20,4   | 15-29 ans    | 15,0   |
| 17,5   | 0-14 ans     | 17,6   |

| Hommes | Classe d’âge | Femmes |
| ------ | ------------ | ------ |
| 0,6    | 90 ou +      | 1,5    |
| 6,8    | 75-89 ans    | 9,5    |
| 17,2   | 60-74 ans    | 18,4   |
| 20,9   | 45-59 ans    | 20,5   |
| 19,5   | 30-44 ans    | 18,6   |
| 17,7   | 15-29 ans    | 15,7   |
| 17,4   | 0-14 ans     | 15,8   |

### Enseignement
Établissements d'enseignements :
- École maternelle La Bossotte.
- École élémentaire Paul Rousselot.
- Lycée agricole Hervé Bichat. Campus de l'Eplefpa (établissements publics locaux d'enseignement et de formation professionnelle agricoles) de Courcelles-Chaussy.

Collège de rattachement : collège Paul Valéry à Metz.

### Santé
Professionnels et établissements de santé :
- Médecins.
- Pharmacies.
- Hôpitaux à Metz, Charleville-sous-Bois, Boulay-Moselle, Jury, Créhange.

### Cultes
- Église catholique Saint-Rémi (Communauté de communes "Les Prairies de la Zorn"[40]; Diocèse de Metz, Archiprêtré de Rémilly), rue de l'Église.
- Temple protestant, place du Temple.

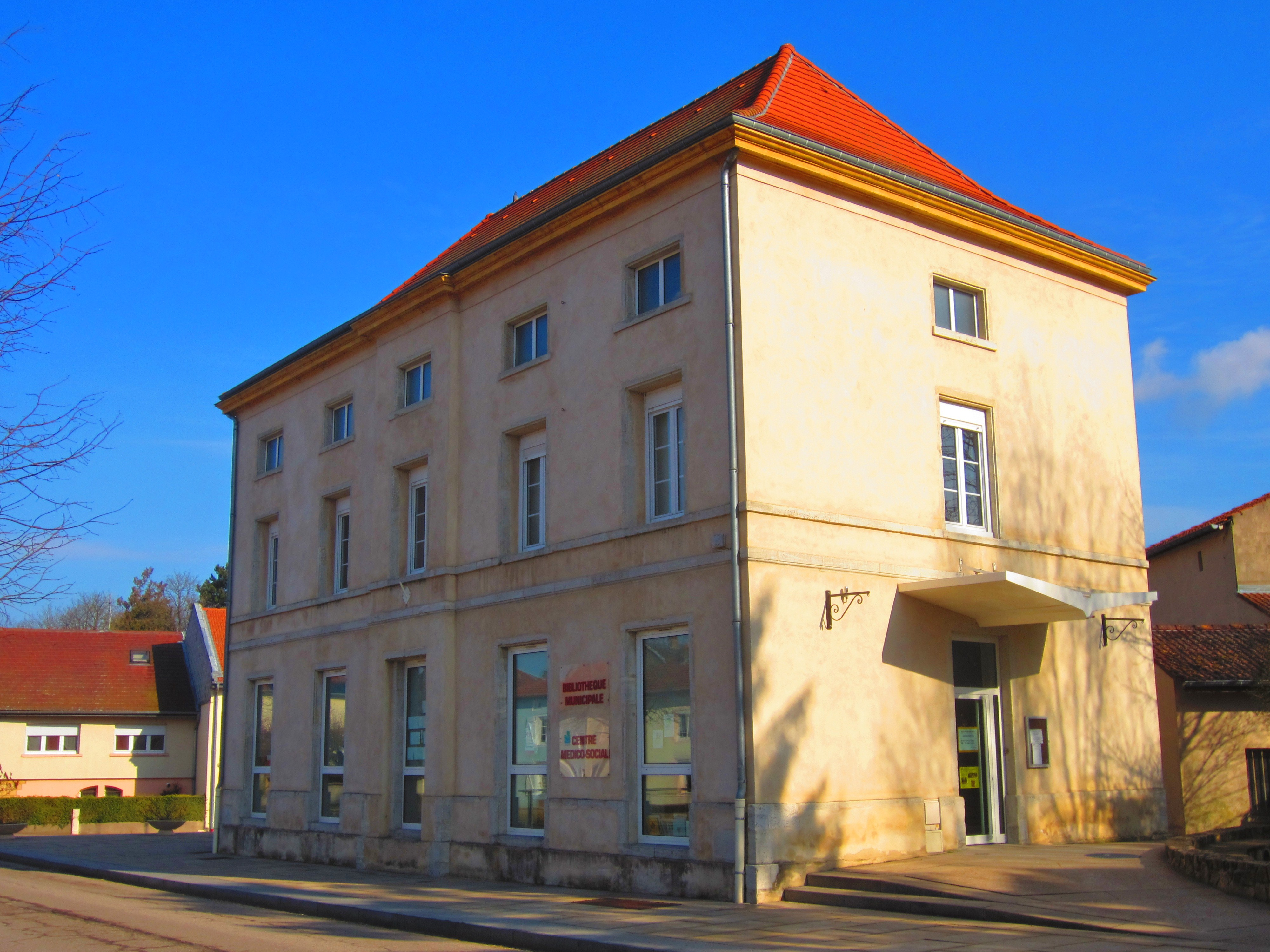
La bibliothèque.

### Manifestations culturelles et festivités
De nombreuses manifestations animent toute l’année la vie de la commune, les plus remarquables sont :
- les journées « Guerre et Paix », sous l’égide du syndicat de Courcelles-Chaussy et de sa région culturelle, évoquent chaque week-end du 11 novembre la commune et le Pays de Nied à des époques phares de l'histoire de France et de l’Europe ;
- le « Printemps au château d’Urville », chaque deuxième week-end de juin, est organisé par le lycée agricole de la commune et la Société d'horticultiure de Moselle et invite à découvrir le monde des jardins et une collection de plantes vivaces.
- La fête patronale, chaque premier week-end d'octobre

Le 3 juin 2012, une plaque commémorative a été apposée à l'emplacement de l'ancienne synagogue. Ceci en présence des autorités civiles, des représentants des trois cultes : juif, catholique et protestant. De nombreux juifs originaires de la commune étaient présents ainsi que de nombreux habitants de Courcelles-Chaussy.

### Évènements sportifs
- Grand prix cycliste de Courcelles-Chaussy, 120 km, en juin : boucle passant par Servigny-lès-Raville, Frécourt, Maizeroy et Chevillon.
- Étape du championnat de Moselle de skateboard organisé par l’Ufolep et l’APCS depuis plusieurs années. Le skate parc est considéré comme l’un des meilleurs de Moselle.
- Course à pied : course des sangliers (course dans la nature de 13 km), le premier dimanche de septembre organisée par l'association Courir à Courcelles-Chaussy (C.C.C.) avec la participation de la commune.

## Culture locale et patrimoine

### Lieux et monuments

#### Édifices civils
- Vestiges de villas romaines.
- La maison de Clervant : fait office de maison de retraite.

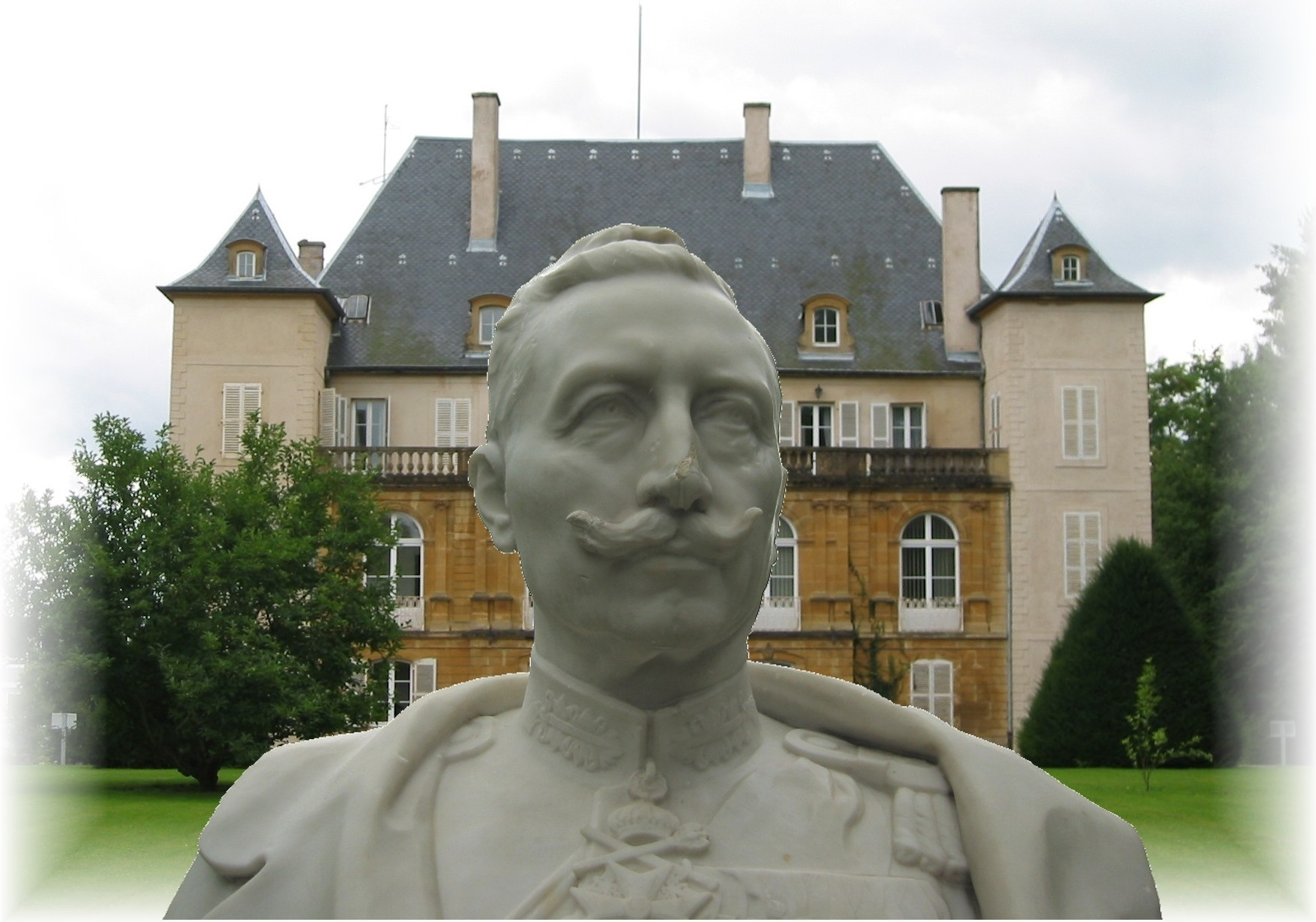
Château d’Urville et Guillaume II de Prusse.

- Château d'Urville XVe siècle, entièrement remanié XIXe siècle (actuellement lycée agricole).
- Le sentier des Huguenots : il rappelle la fidélité des Huguenots qui devaient se rendre à Ludweiler pour le culte et le baptême pendant la persécution (entre 1685 et 1789 l’exercice de leur culte était interdit en France). La « marche des Huguenots » a été inaugurée le 19 juin 1994 par les Mosellans et les Sarrois. Elle s’étale sur 48 km et traverse une région légèrement vallonnée au nord-est de la Moselle. Il est conseillé de faire deux étapes : Courcelles-Chaussy à Kleindal puis jusqu’à Ludweiler (ou en sens inverse). Le balisage est représenté par des croix huguenotes bleues sur fond blanc en plus de panneaux d’informations installés à tous les carrefours importants : Courcelles-Chaussy, Boucheporn, Kleindal, Ambach et à la frontière.
- Le lavoir : situé au cœur du village, il est le seul restant.
- Lycée agricole
- Skate parc

#### À Landonvillers
- Château de Landonvillers, premier musée d’icônes de France, ancienne maison seigneuriale rebâtie en 1873 dans le style du XVIIIe siècle classique français. Entre 1903 et 1905, le château a été radicalement transformé par le docteur Haniel sur les plans de l'architecte Bodo Ebhardt. Le domaine est inscrit au titre des monuments historiques par arrêté du 13 février 1997[41].
- Moulin.
- École de plein air appartenant à la ville de Metz depuis plus de 60 ans[Quand ?].

#### Édifices religieux
- Église Saint-Rémi, XVIIIe siècle.
- La Croix de Mission, installée dans l’ancien cimetière, a été offerte par l’abbé Prévot (devenu chanoine de la cathédrale de Metz et originaire de la commune). Le chemin de croix a été installé en 1828 et les orgues en 1874. L’abbé Kremer a fait don en 1896 à la fabrique du presbytère actuel. Les trois cloches actuelles, bénies le 11 mars 1923, ont remplacé celles enlevées par les Allemands en 1917.
- Le temple protestant réformé place du Temple : il est de style néo-gothique et caractéristique de l’architecture wilhelmienne. L’empereur allemand Guillaume II décide le 2 décembre 1893 de faire bâtir une Kaiserkirche (un temple impérial) d’après les plans de l’architecte berlinois Paul Tornow (futur auteur de la façade occidentale de la cathédrale de Metz). La construction fut confiée à l’entreprise Weis de Metz. Le 27 mai 1894 la première pierre est posée par le gouverneur d’Alsace-Lorraine le prince Hohenlohe, oncle de l’empereur et futur chancelier. Le 18 mai 1895, les cloches arrivent de Berlin. Chacune portait l’écusson impérial et les inscriptions : « Empereur et Roi », de plus sur la grande : « Dieu », sur la moyenne : « le Roi » et sur la petite : « les frères ». L’empereur inaugure le temple le 17 octobre 1895. Il remplacera l’ancien temple, situé à côté du château de Claude Antoine de Vienne, comte de Clervant et époux de Catherine de Heu, les seigneurs de Courcelles au XVIe siècle. Ce sont eux qui ont favorisé la propagation des idées de la Réforme en Pays messin. Ce temple, aujourd’hui monument historique, est significatif de l’influence allemande à la fin du XIXe siècle.
- L'ancien temple protestant, construit en 1839 par les huguenots, rue Roger Mazauric, aujourd'hui désaffecté.
- La synagogue fut construite en 1863. Elle fut lourdement endommagée au cours de la Seconde Guerre mondiale, vendue puis détruite en 1963. Remplacée par la construction d'un immeuble, rue du Maréchal-Leclerc, une plaque commémorative marque l'emplacement de l'ancienne synagogue.
- Cimetière Israélite de 1842.
- Cimetière protestant rue Roger-Mazauric.

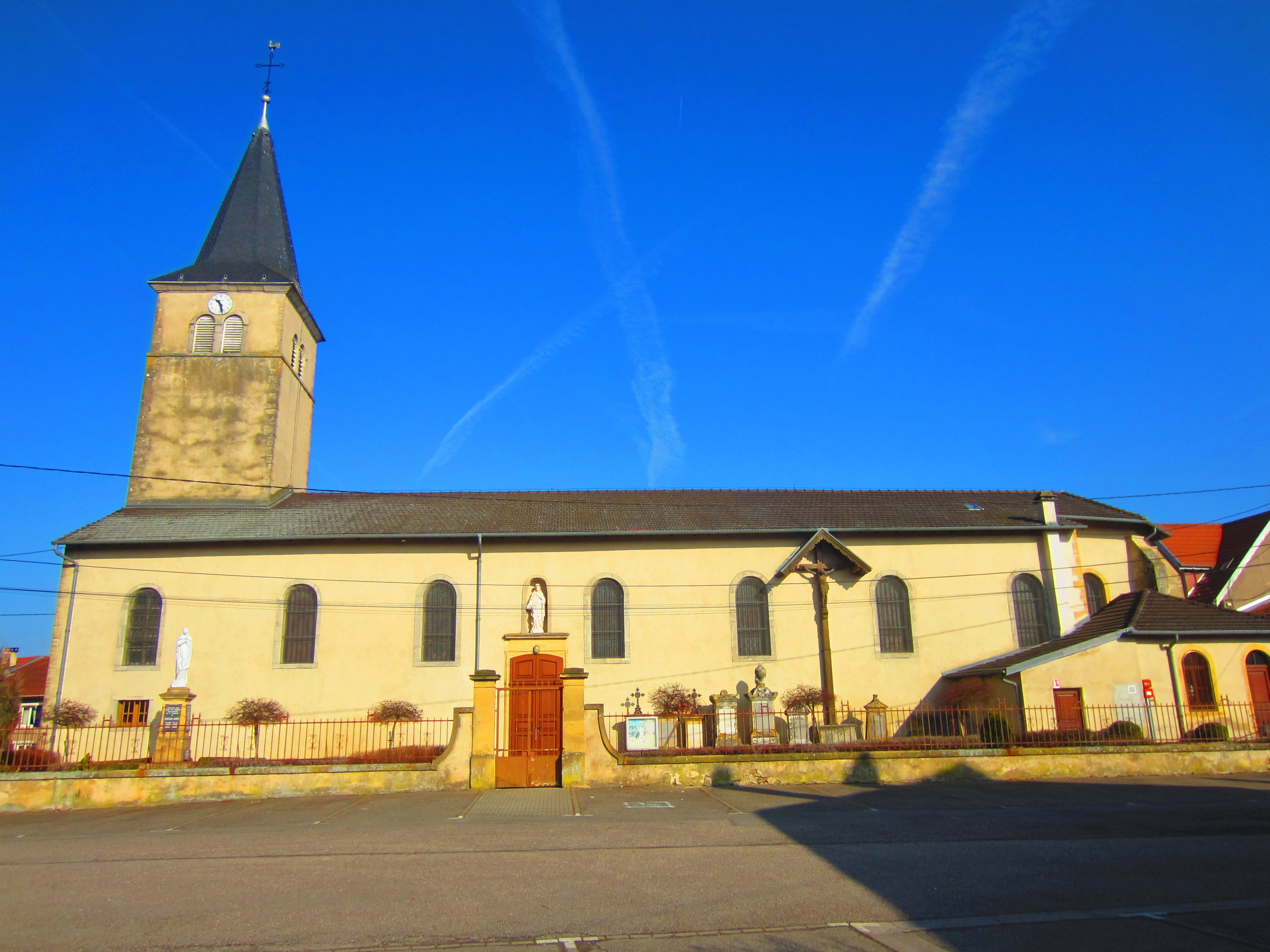
Église Saint-Remi.
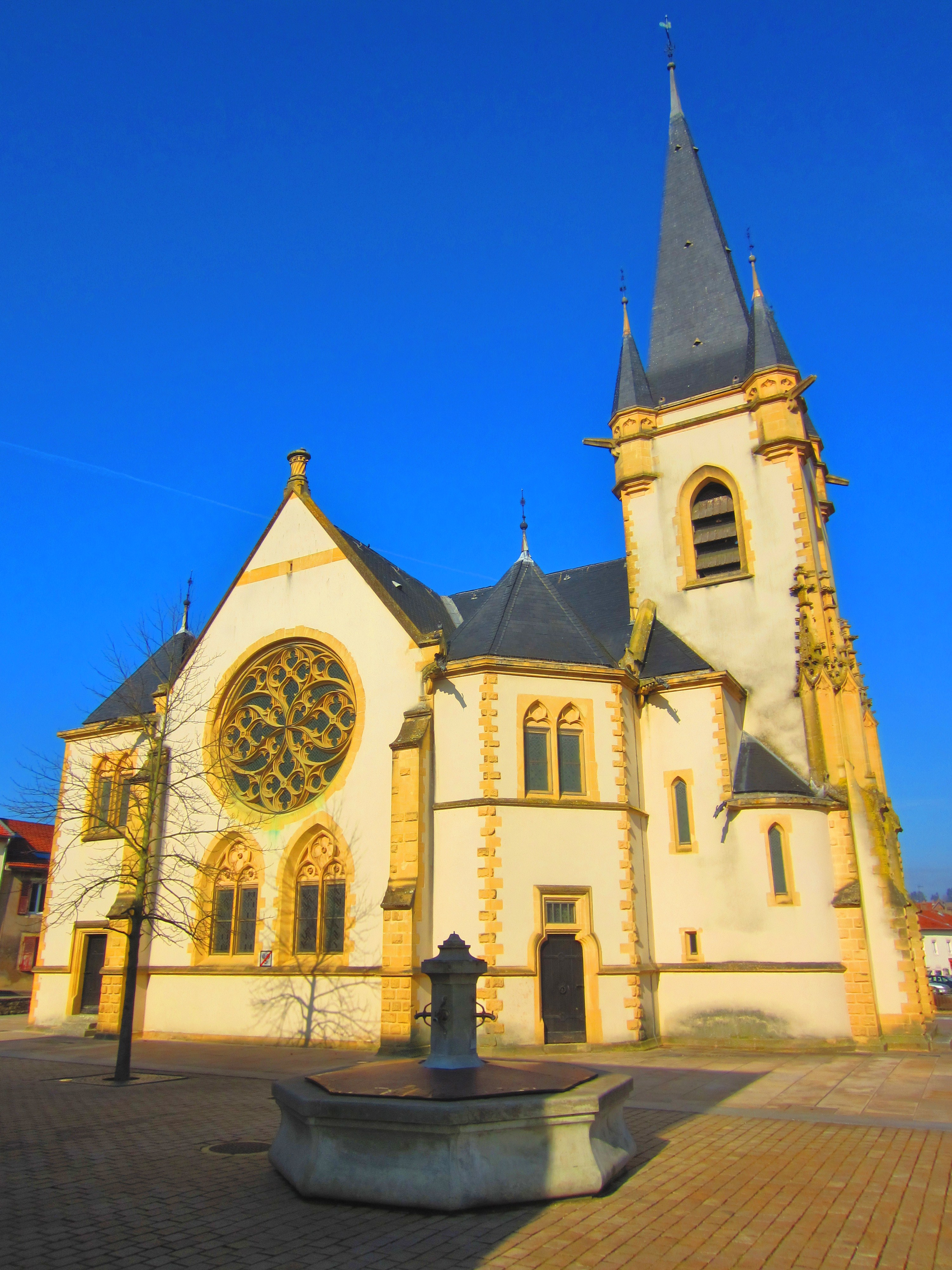
Temple protestant.
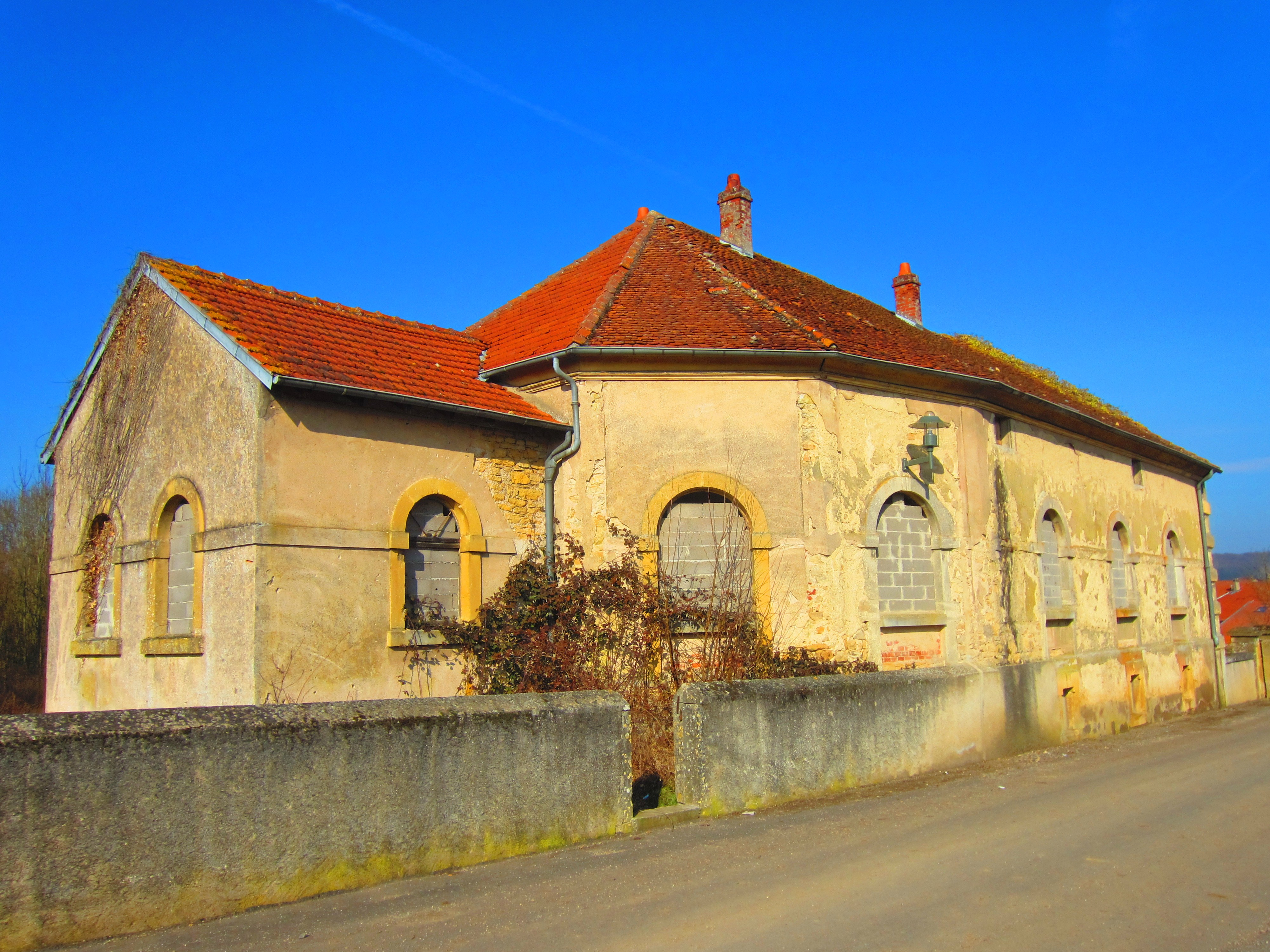
Ancien temple protestant.
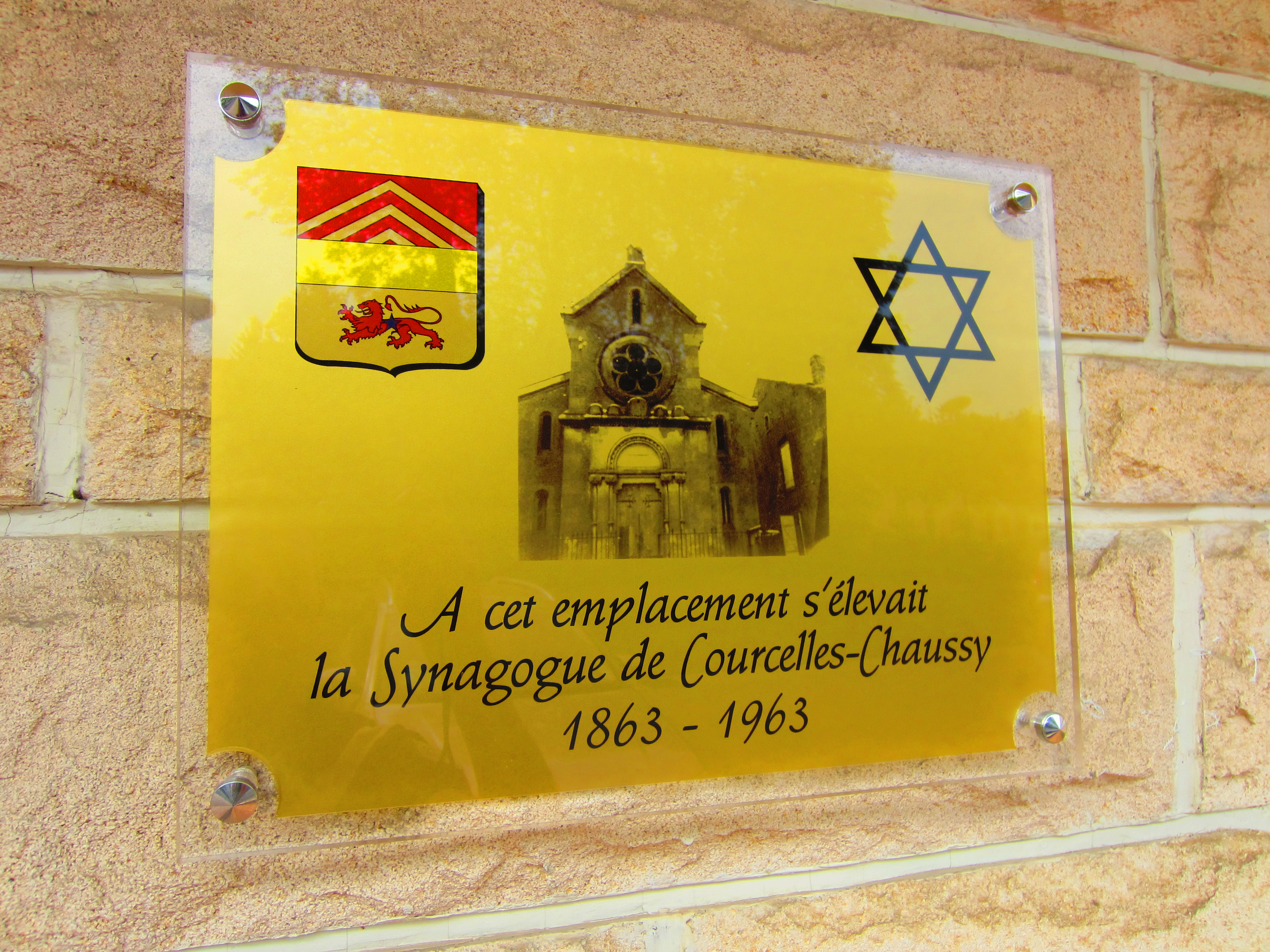
Plaque de l'ancienne synagogue.
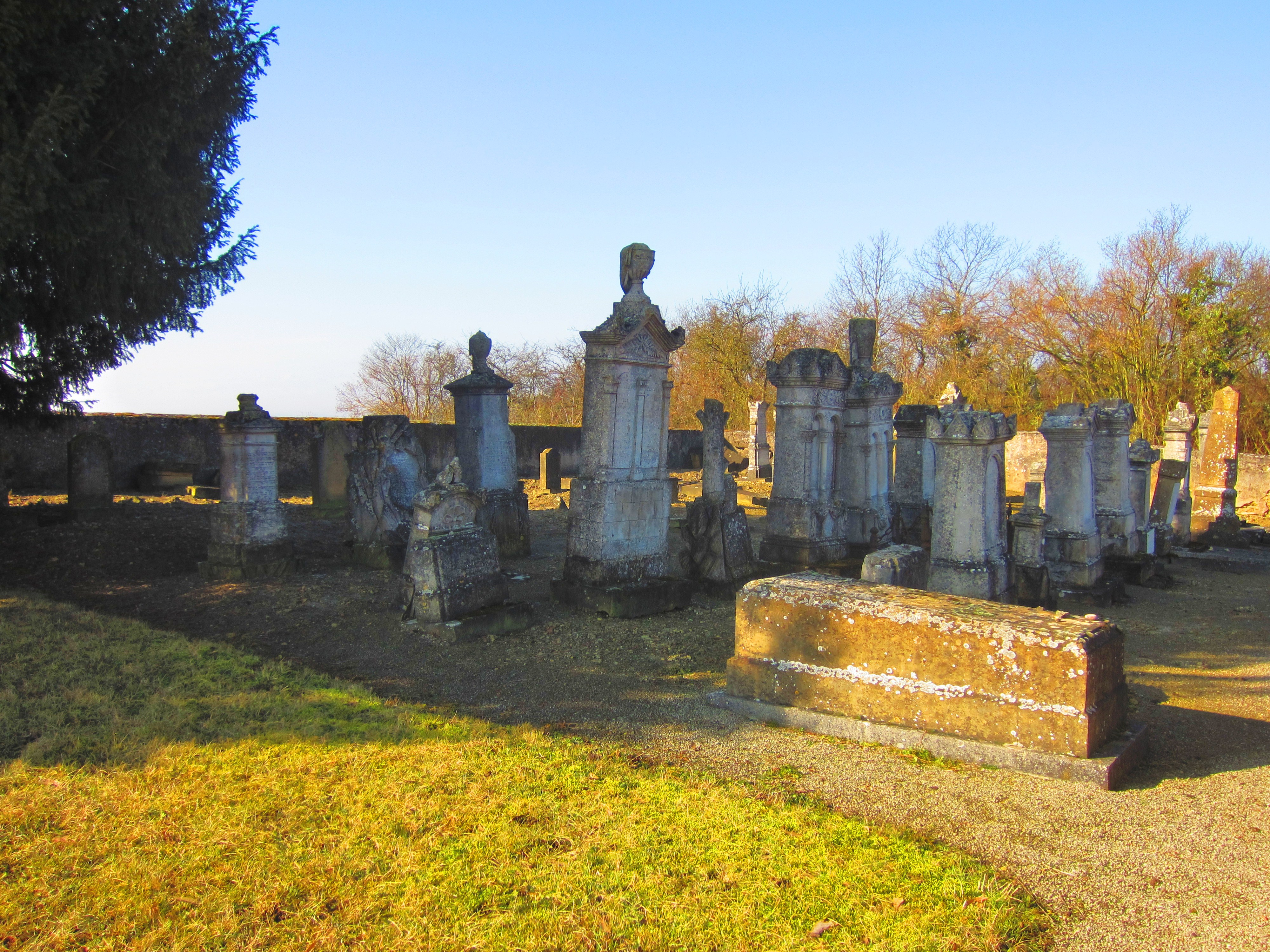
Cimetière Israélite.
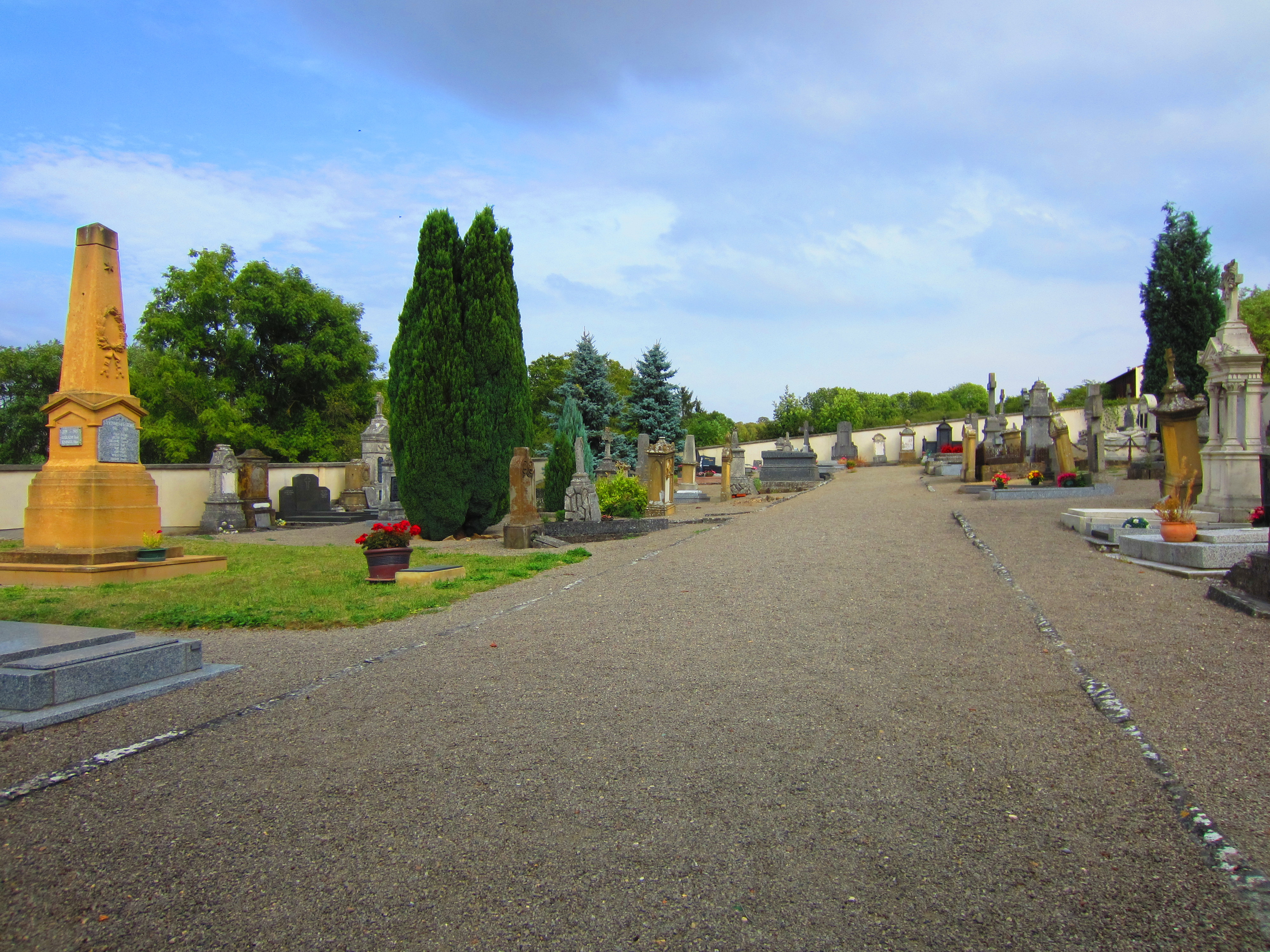
Cimetière protestant.
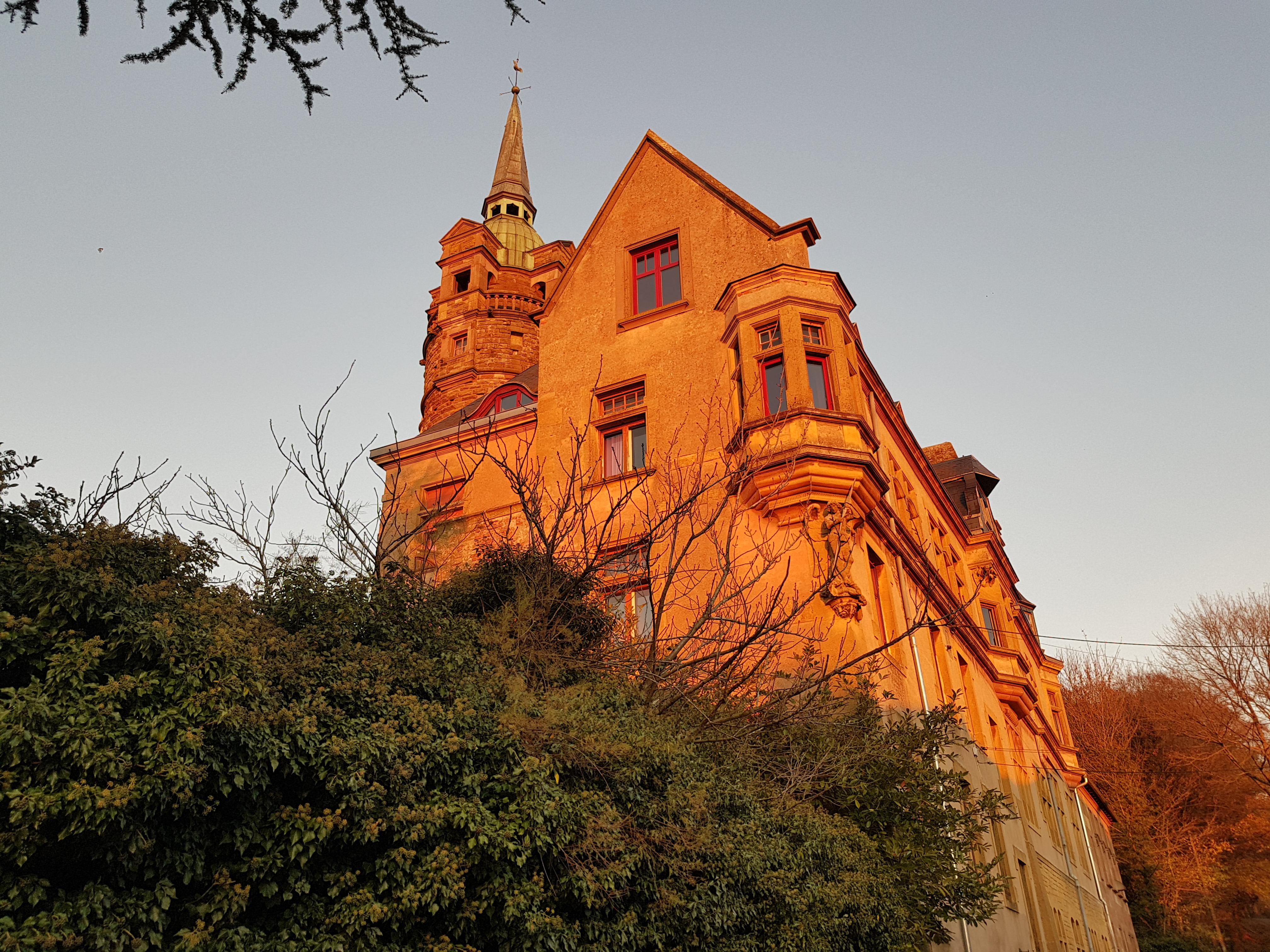
Château de Landonvillers.

### Personnalités liées à la commune
- Le comte de Clervant : seigneur protestant de Courcelles au XVIe siècle.
- Jean-Baptiste Pierre de Semellé (1773-1839), général de la Révolution et de l'Empire, décédé au château d'Urville et inhumé au cimetière de Courcelles-Chaussy.
- Charles-Georges de Semellé (1845-1880), dit le comte de Semellé, petit-fils du général de Semellé, militaire et explorateur français, né le 5 juin 1845 à Courcelles-Chaussy.
- Guillaume II, roi de Prusse et empereur d’Allemagne : il fit construire à Courcelles-Chaussy une gare, une école et un pensionnat pour jeunes filles.
- François de la Rivière (1803-1874), major commandant, officier de la Légion d’honneur (1858), né à Courcelles-Chaussy[42].
- Louis Pilla (1825-1866), soldat au 39e d’infanterie de ligne, chevalier de la Légion d’honneur (1848), né et mort à Courcelles-Chaussy[43].
- Pierre Beauchat (1818-1883), major du 3e de chasseur, chevalier de la Légion d’honneur (1862), né à Courcelles-Chaussy[44].
- Josué Hoffet (1901-1945), géologue, né à Courcelles-Chaussy, découvreur des premiers dinosaures au Laos en 1936.
- Frédéric Hoffet (1906-1969), pasteur, avocat et écrivain, né à Courcelles-Chaussy, frère du précédent.
- Paul Dorveaux (1851-1938), historien et médecin français, né à Courcelles-Chaussy.

### Héraldique
| Blason de Courcelles-Chaussy | Blason  | Coupé de gueules à trois chevrons d’argent, et d’argent au lion de gueules chargé en cœur d’une étoile d’azur, à la fasce d’or brochant. |
| Blason de Courcelles-Chaussy | Détails | Le statut officiel du blason reste à déterminer.                                                                                         |

## Pour approfondir